# Abacetus fraternus
Abacetus fraternus là một loài bọ chân chạy thuộc phân họ Pterostichinae. Loài này đượcTschitscherine mô tả lần đầu năm 1899.